# Michael Refalo
Michael Refalo (* 25. Februar 1936 in Sliema; † 3. Februar 2015 ebenda) war ein maltesischer Politiker der Partit Nazzjonalista (PN), der zwischen 1971 und 2003 Mitglied des Repräsentantenhauses sowie zwischen 1995 und 1996 Justizminister war. Später fungierte er von 1998 bis 2003 als Tourismusminister sowie zwischen 2005 und 2008 als Hochkommissar im Vereinigten Königreich.

## Leben
Refalo absolvierte nach dem Besuch des St Aloysius College in Birkirkara ein Studium der Rechtswissenschaften an der Royal University of Malta und nahm im Anschluss 1961 eine Tätigkeit als Rechtsanwalt auf. Während seines Studiums war er zeitweilig Vorsitzender des Studentenrates der Universität. Er kandidierte bei den Wahlen am 17. und 19. Februar 1962 erstmals für die Partit Nazzjonalista (PN) ohne Erfolg für ein Mandat im Repräsentantenhaus und engagierte sich vom 2. bis zum 4. Mai 1964 beim Referendum für eine unabhängige Verfassung. Nachdem er bei den Wahlen am 26. und 28. März 1966 sich abermals erfolglos für ein Abgeordnetenmandat bewarb, wurde er bei den Wahlen am 12. und 14. Juni 1971 erstmals zum Mitglied des Repräsentantenhauses gewählt und gehörte diesem bis zu den Wahlen am 12. April 2003 an. Neben seiner politischen Tätigkeit war er von 1972 bis 1980 Chefredakteur der Zeitung Il-Mument.
Sein erstes Regierungsamt übernahm Refalo, als er von Premierminister Edward „Eddie“ Fenech Adami am 12. Mai 1987 zum Parlamentarischen Sekretär für Tourismus (Segretarju Parlamentari għat-Turiżmu) in dessen erstes Kabinett berufen wurde. Dieses Amt bekleidete er auch im zweiten und dritten Kabinett Fenech Adami bis zum 1. April 1995. Im Rahmen einer Regierungsumbildung löste er dann am 1. April 1995 Joe Fenech als Justizminister (Ministru tal-Gustizzja) ab und übte dieses Amt bis zum Ende von Fenech Adamis Amtszeit am 28. Oktober 1996 aus. 
Nach dem Sieg der PN bei den Wahlen am 5. September 1998 wurde Refalo am 6. September 1998 von Premierminister Fenech Adami zum Tourismusminister (Ministru għat-Turiżmu) in dessen viertes Kabinett berufen. Er bekleidete dieses Ministeramt bis zum 15. April 2003.
2005 wurde Refalo Hochkommissar Maltas im Vereinigten Königreich und verblieb auf diesem Botschafterposten bis Oktober 2008. Auch in dieser Funktion setzte er sich für den Tourismus ein, in dem er andere Botschafter und Hochkommissare zu Kurzurlauben nach Malta einlud, um die Inseln Malta, Gozo und Comino kennenzulernen. Für seine langjährigen Verdienste wurde er am 13. Dezember 2007 zum Companion des National Order of Merit (KOM) ernannt. Im Anschluss wurde er Vorsitzender des Exekutivkomitees des Sekretariats des Commonwealth of Nations.
Aus seiner 1963 geschlossenen Ehe mit Blanche Smith gingen der Sohn Edward und die drei Töchter Angela, Tin und Nichola hervor. Refalo verstarb im Prince of Wales Home for the Elderly in seiner Geburtsstadt Sliema.